# Molpadia andamanensis
Molpadia andamanensis is een zeekomkommer uit de familie Molpadiidae.
De wetenschappelijke naam van de soort werd in 1891 gepubliceerd door J.H.T. Walsh.